# Lake Bell
Lake Siegel Bell (Nueva York; 24 de marzo de 1979) es una actriz, guionista y directora estadounidense. Ha protagonizado las series televisivas Miss Match (2003); The Practice (2004) y su spinoff Boston Legal (2004–2006)  como Sally Heep; Surface (2005-2006); How to Make It in America (2010-2011) y Childrens Hospital (2008–presente) y en las películas Over Her Dead Body, What Happens in Vegas y Pride and Glory (todas en 2008); It's Complicated (2009); Burning Palms (2010); y Little Murder, No Strings Attached y A Good Old Fashioned Orgy (todas en 2011). Bell escribió y dirigió su propio y galardonado corto, Worst Enemy, el cual debutó en el Festival de Cine de Sundance, seguido por su debut directorial con In a World... en 2013.

## Primeros años
Bell nació en Nueva York, hija de Robin Bell, dueña de Robin Bell Design en Nueva York, y el empresario inmobiliario Harvey Siegel, quien compró el en ese entonces cerrado Virginia International Raceway y lo convirtió en una pista de carreras abierta y country club, y era dueño del New Jersey Motorsports Park.
El padre de Bell es judío y su madre es protestante. Bell ha indicado que fue criada en una "familia cómicamente disfuncional".
Bell fue a la Escuela Chapin en Nueva York y a la Escuela Westminster en Simsbury, Connecticut. Durante algunos años de su adolescencia vivió en Vero Beach, Florida. y estudió en la Escuel St. Edward's. Fue a la universidad en Skidmore College en Saratoga Springs, Nueva York, antes de transferirse al Rose Bruford College en Londres, en donde actuó en producciones teatrales como The Seagull, The Children's Hour, Seis grados de separación, Light Shining in Buckinghamshire y Pentecost.

## Carrera

### Actriz
Bell comenzó su carrera como actriz en 2002 con papeles en la película Speakeasy y en dos episodios de ER. Sus primeros roles importantes llegaron en 2003 -luego de aparecer en el thriller psicológico I Love Your Work, fue seleccionada junto a Jeff Goldblum como uno de los personajes principales en la película para la televisión de NBC War Stories e interpretó a la ocurrente amiga de Alicia Silverstone, Victoria Carlson, en la serie de comedia-drama de NBC Miss Match. En 2004, Bell participó en la película de lucha libre Slammed y debutó como Sally Heep en los últimos cuatro episodiso de The Practice. Su personaje fue llevado a la serie spinoff de esta última, Boston Legal, en la cual fue miembro regular del elenco hasta que dejó el programa en 2005.
Más adelante Bell hizo el papel principal en la serie de ciencia ficción Surface, la cual estuvo en el aire entre septiembre de 2005 y mayo de 2006. En 2006 también protagonizó en la película Rampage: The Hillside Strangler Murders sobre el Estrangulador de Hillside de finales de los años 1970 y regresó a Boston Legal para dos episodios, repitiendo su papel como Sally Heep, la abogada contraria de Alan Shore (protagonizada por James Spader). En 2008, protagonizó el thriller Under Still Waters, por el cual ganó el Premio a Mejor Actriz en el Festival de Cine de Newport Beach, participó junto a Paul Rudd y Eva Longoria en la comedia romántica Over Her Dead Body, interpretó a la mejor amiga del personaje de Cameron Díaz en What Happens in Vegas e hizo el rol de la esposa del personaje de Colin Farrell en la película de drama policíaco Pride and Glory.
También fue seleccionada para el rol femenino principal, Dr. Cat Black, en la serie de comedia de Rob Corddry Childrens Hospital. La cuarta temporada fue lanzada en agosto de 2012 e incluyó dos episodios que fueron dirigidos por Bell: el episodio estreno, The Boy with the Pancakes Tattoo, una parodia de The Girl With the Dragon Tattoo y el noveno episodio, A Kid Walks in to a Hospital.

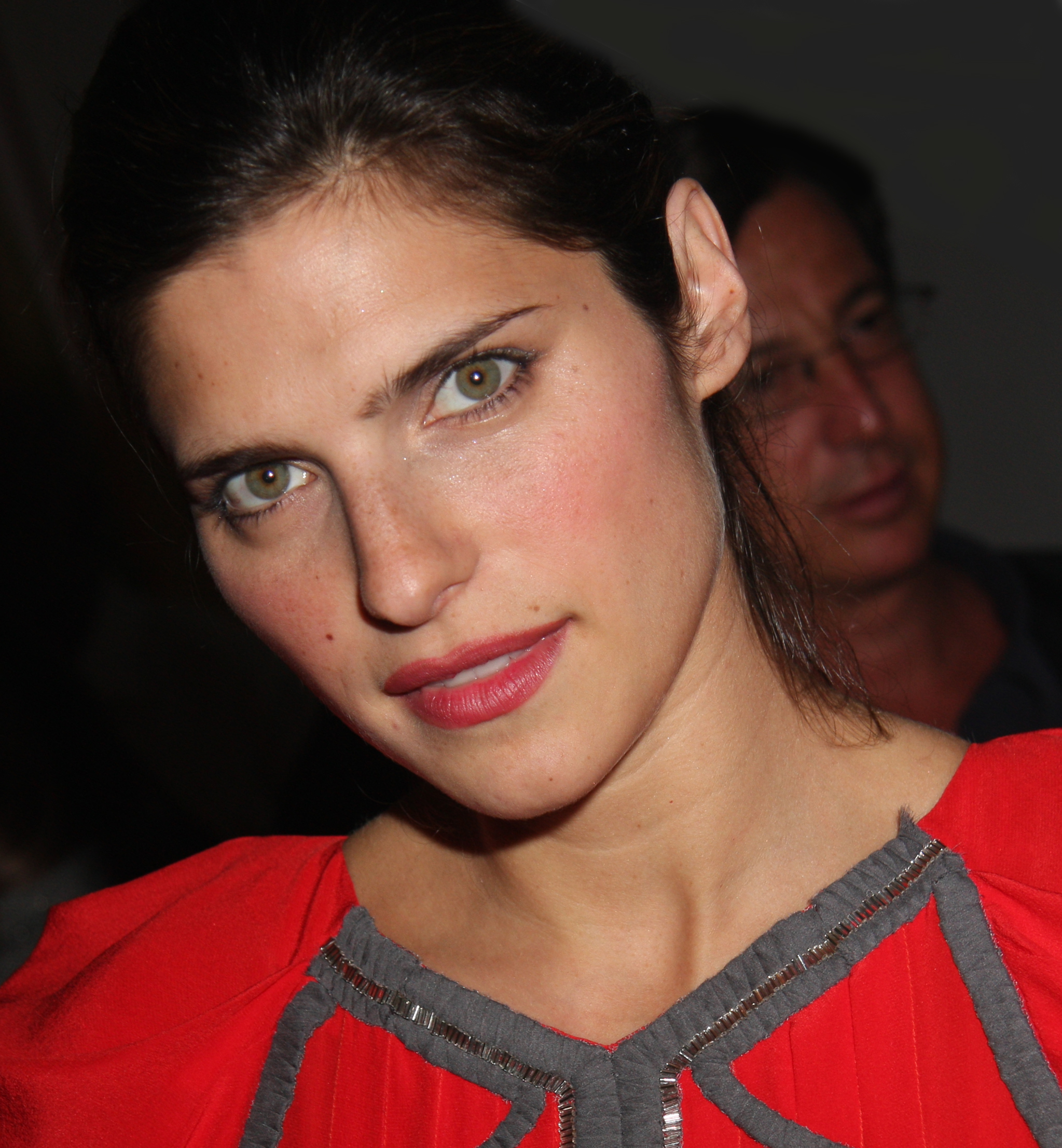
Bell en junio de 2009

En 2009, Bell hizo la voz de Dana Mercer en el videojuego Prototype, interpretó la esposa de Alec Baldwin en la comedia romántica It's Complicated y actuó como invitada en un episodio de la cuarta temporada de Wainy Days. Al año siguiente, Bell prestó su voz para un rol secundario en Shrek Forever After, protagonizó la película satírica Burning Palms, tuvo una aparición especial en un episodio de la segunda temporada de la sitcom The League fue seleccionada como una de las protagonistas de la serie de HBO para la televisión How to Make It in America, which aired for 2 seasons from February 2010 to November 2011. Bell tenía que interpretar a Judy Hicks en Scream 4, pero tuvo que cancelar cuatro días antes del inicio de la filmación debido a conflictos de calendario, por lo que el rol terminó siendo para Marley Shelton.
En 2011, Bell fue una de las protagonistas del thriller supernatural Little Murder junto a Josh Lucas y Terrence Howard, interpretó al jefe del personaje de Ashton Kutcher en la comedia romántica No Strings Attached, una actuación que le valió elogios de la crítica y fue llamada "ladrona de escenas," participó en la comedia A Good Old Fashioned Orgy y fue invitada especial en la primera temporada de la sitcom de Zooey Deschanel New Girl. En 2012, Bell protagonizó el thriller Black Rock junto a Kate Bosworth.

### Directora y guionista
En 2010, Bell hizo su debut como directora y guionista con el corto Worst Enemy, protagonizado por Michaela Watkins, Matt Walsh y Lindsay Sloane. Este corto debutó en el Festival de Sundance de 2001 además de haber sido proyectado en el Festival de Cine de Nantucket, el Festival Internacional de Cine de Dallas, Festival de Cine de GenArt y el Aspen Shortsfest, ganando el Premio Tony Cox al Mejor Guion en un corto en Nantucket y recibiendo una mención especial del jurado en Dallas. Por este corto fue nombrada entre los "Cineastas Inspiradores de 2012" por LUNAFEST.
Bell debutó con su primera película en el Festival de Cine de Sundance con In A World.... La película fue escrita, dirigida y protagonizada por Bell. Ella describe al filme como "una comedia sobre una artista de voz en off, las relaciones familiares desfuncionales y las relaciones sentimentales. Estoy obsesionada con el mundo de la voz en off, así que tiene sentido para mí". La película fue objeto de una guerra de ofertas de empresas distribuidoras, eventualmente siendo acogida por Roadside Attractions y  Sony.

### Otros
Bell fue incluida en el puesto 45 de la lista de las 50 mujeres más sensuales de 2003 de la revista Femme Fatales'; fue elegida la 6ª mujer mejor vestida de 2007 por la revista Vogue Británica , fue elegida en los puestos 32 y 44 por las listas Maxim's Hot de 2008 y 2012, respectivamente, y en el puesto 89 de las 99 Mujeres Más Deseables de 2012 de AskMen. En 2007, Bell fue fotografiada por la revista GQ, y en 2008 lo hizo con Marie Claire, en 2009 modeló para Scott Caan para su primer libro, Scott Caan Photographs, Vol. 1 y en 2011 fue el objeto de sesiones fotográficas para las revistas Elle, Los Angeles, Maxim y Esquire, esta última en asociación con el sitio web Me In My Place. En septiembre de 2011, Bell modeló en la Fashion Week de Pirelli en Milán, Italia. Para la New York Fashion Week de 2013, Bell modeló desnuda con body painting en zonas estratégicas (hechas por su esposo) en la portada de New York, fotografiada por Mark Seliger

### Otras actividades
Bell tiene una columna sobre automóviles en The Hollywood Reporter llamada Test Drive y es la editora contribuyente de la revista en temas automovilísticos.

## Vida personal
Bell y Colin Farrell, su coprotagonista en Pride and Glory salieron juntos por un tiempo.
En 2011, Bell comenzó a salir con Scott Campbell, un artista y tatuador. Los dos se conocieron cuando el hizo el papel de sí mismo en un episodio de la segunda serie de How to Make It in America. La pareja se comprometió en el cumpleaños de Bell en marzo de 2012. y se casaron el 1 de junio de 2013 en The Marigny Opera House en Nueva Orleans, Luisiana. A finales de octubre de 2014, su representante confirmó que Bell había dado a luz a su hija, Nova. En mayo de 2017, Bell dio a luz a su segundo hijo, un niño llamado Ozzi. En octubre de 2020, la pareja anunció que se separaban y Bell le solicitó el divorcio el 28 de octubre de 2020. El 7 de julio de 2022, se informó que Bell comenzó a salir con el actor y comediante Chris Rock. Rock confirmó más tarde en su especial de Netflix de 2023 que estaba soltero

## Filmografía

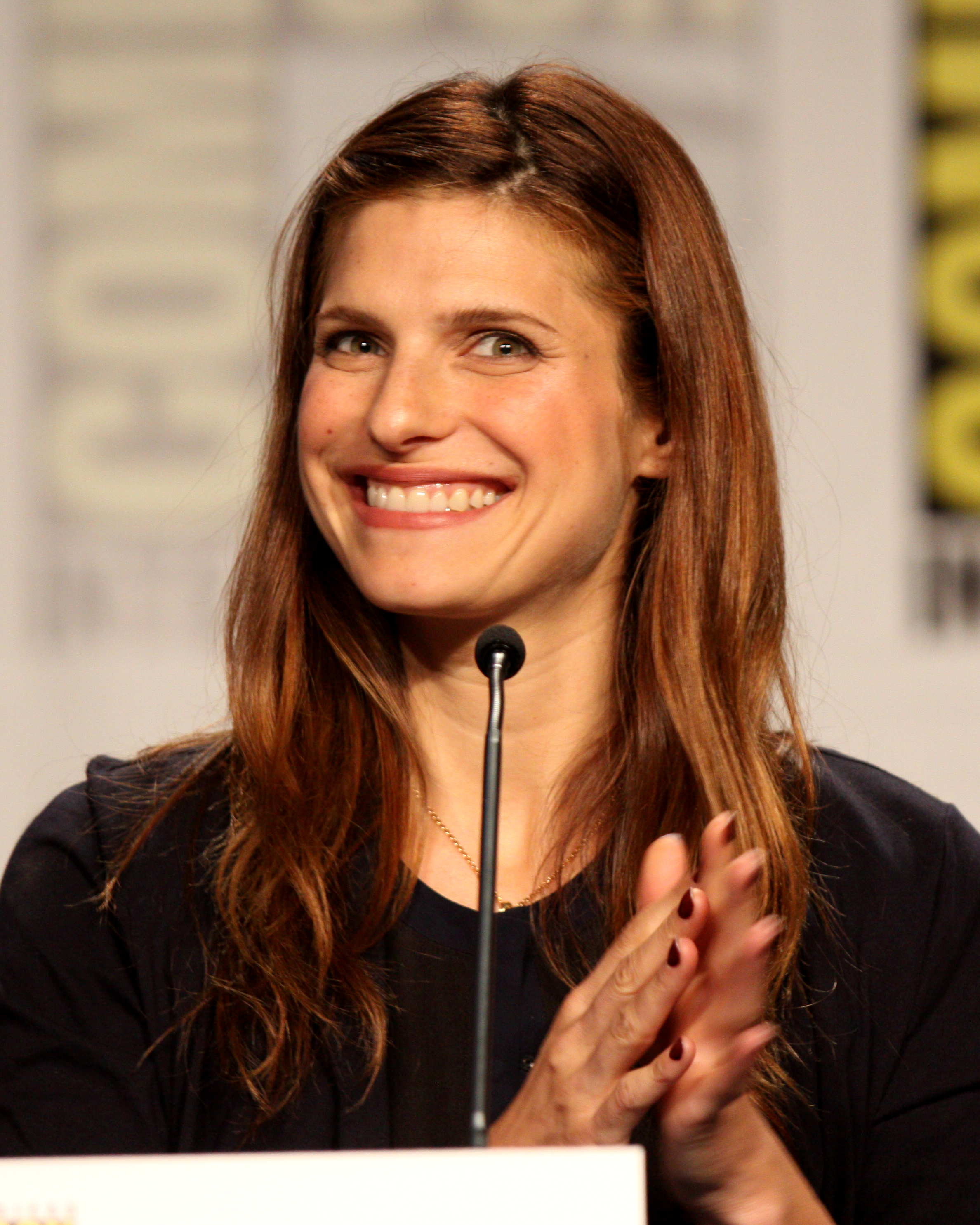
Bell en julio de 2011

| Año  | Título                                                          | Papel                                            | Notas |
| ---- | --------------------------------------------------------------- | ------------------------------------------------ | --- |
| 2002 | Speakeasy                                                       | Sara Marnikov                                    | |
| 2003 | War Stories                                                     | Nora Stone                                       | |
| 2003 | I Love Your Work                                                | Felicia                                          | |
| 2004 | Fresh out of Tears                                              | Leila                                            | Corto |
| 2004 | Slammed                                                         | Gina Micelli                                     | |
| 2006 | Rampage: The Hillside Strangler Murders                         | Jillian Dunne                                    | |
| 2008 | Under Still Waters                                              | Charlie                                          | Newport Beach Film Festival Award for Outstanding Performance in Acting                                                                    |
| 2008 | Over Her Dead Body                                              | Ashley                                           | |
| 2008 | What Happens in Vegas                                           | Tipper                                           | |
| 2008 | Pride and Glory                                                 | Megan Egan                                       | |
| 2008 | Prop 8: The Musical                                             | Scary Catholic School Girls From Hell            | Corto para Funny or Die |
| 2009 | It's Complicated                                                | Agness Adler                                     | National Board of Review Award for Best Acting by an Ensemble                                                                              |
| 2010 | Shrek Forever After                                             | Bruja de la patrulla / Bruja en carreta #2       | |
| 2010 | Burning Palms                                                   | Mary Jane                                        | |
| 2010 | The Doctors of Childrens Hospital Answer Your Medical Questions | Dra. Cat Black                                   | Short for Funny or Die |
| 2010 | 10 Minutes                                                      | Ella misma                                       | Corto para Funny or Die |
| 2010 | Worst Enemy                                                     | Guionista & Directora                            | corto Tony Cox Award for Screenwriting in a corto, Nantucket Film Festival Shorts Jury Special Mention, Dallas International Film Festival |
| 2011 | Little Murder                                                   | Corey Little                                     | |
| 2011 | No Strings Attached                                             | Lucy                                             | |
| 2011 | A Good Old Fashioned Orgy                                       | Alison Cohen                                     | |
| 2011 | Home for Actresses                                              | Lake                                             | Corto para Funny or Die |
| 2012 | Black Rock                                                      | Lou                                              | |
| 2013 | In a World...                                                   | Carol Solomon Guionista, directora y productora. | Waldo Salt Screenwriting Award, Sundance Film Festival 2013                                                                                |
| 2014 | Million Dollar Arm                                              | Brenda Paauwe Bernstein                          | Completada |
| 2014 | Las aventuras de Peabody y Sherman                              | Mona Lisa                                        | Voz |
| 2014 | No Escape                                                       | Annie Dwyer                                      | |
| 2015 | Man Up                                                          | Nancy                                            | |
| 2016 | The Secret Life of Pets                                         | Chloe                                            | Voz |
| 2017 | Shot Caller                                                     | Kate Harlon                                      | |
| 2017 | Home Again                                                      | Zoey Bell                                        | |
| 2017 | I Do... Until I Don't                                           | Alice Brewing                                    | |
| 2019 | The Secret Life of Pets 2                                       | Chloe                                            | Voz |
| 2021 | Cryptozoo                                                       | Lauren Grey                                      | Voz |
| 2022 | Summering                                                       | Laura                                            | |
| 2022 | Black Panther: Wakanda Forever                                  | Dra. Graham                                      | |

| Año           | Título                    | Papel            | Notas |
| ------------- | ------------------------- | ---------------- | --- |
| 2002          | ER                        | Jody Holmes      | Episodios: "One Can Only Hope", "Tell Me Where It Hurts"                                                             |
| 2003          | Miss Match                | Victoria Carlson | Habitual de la serie                                                                                                 |
| 2004          | The Practice              | Sally Heep       | Episodio: The Firm Episodio: Comings And Goings Episodio: New Hoods on the Block Episodio: Adjourned (a.k.a. Cheers) |
| 2004–2006     | Boston Legal              | Sally Heep       | Habitual de la serie; estrella invitada                                                                              |
| 2005–2006     | Surface                   | Laura Daughtery  | Habitual de la serie                                                                                                 |
| 2008–present  | Childrens Hospital        | Dra. Cat Black   | Habitual de la serie                                                                                                 |
| 2009          | Wainy Days                | Blaire           | Episodio: "Dance Club"                                                                                               |
| 2010          | The League                | Brooke           | Episodio: "The White Knuckler"                                                                                       |
| 2010–2011     | How to Make It in America | Rachel Chapman   | Habitual de la serie                                                                                                 |
| 2011          | New Girl                  | Amanda           | Episodio: "Naked" |
| 2012          | Top Gear U.S.             | Ella misma       | Episodio: "Rut's Show"                                                                                               |
| 2019-presente | Harley Quinn              | Poison Ivy       | Principal |
| 2020          | Bless this mess           | Rio              | |
| 2021          | What If...?               | Viuda Negra      | Episodio; 3, 8 y 9                                                                                                   |

| Año  | Título    | Papel       | Notas |
| ---- | --------- | ----------- | ----- |
| 2009 | Prototype | Dana Mercer |       |